# Жировница (Словенија)
Жировница (словен. Žirovnica) је градић и управно средиште истоимене општине Жировница, која припада Горењској регији у Републици Словенији.
По попису становништва из 2011. године, насеље Жировница имало је 601 становника.